# Li Wenliang (jogador de xadrez)
Li Wenliang (Chinês: 李文良; nascido em 21 de abril de 1967) é um jogador Chinês veterano de xadrez foi técnico da equipe nacional de xadrez da China (2002).
Ele competiu uma vez no mundial com a equipe chinesa de homens em 1993, jogando 9 jogos. Porém, a equipe inteira terminou em 7º lugar, Li ganhou uma medalha de ouro individual pelo seu exímio desempenho.
Em 2008, ele ficou entre 1º e 5º, junto a Yang Kaiqi, Salor Sitanggang, Jaan Ehlvest e Utut Adianto no Primeiro Torneio Aberto da Coréia em Seul.

## Liga de Xadrez Chinesa
Li Wenliang joga para o clube de xadrez de Guangdong na Liga Chinesa de Xadrez (LCX).